# Comuna Kovalivka, Nemîriv
Kovalivka (în ucraineană Ковалівка) este o comună în raionul Nemîriv, regiunea Vinnița, Ucraina, formată din satele Kovalivka (reședința), Mejîhirka și Potokî.

## Demografie
Componența lingvistică a satului Kovalivka
     Ucraineană (99,16%)
     Alte limbi (0,81%)
Conform recensământului din 2001, majoritatea populației satului Kovalivka era vorbitoare de ucraineană (99,16%), existând în minoritate și vorbitori de alte limbi.